# أن ماري دوراند ويفر
أن ماري دوراند ويفر (بالإنجليزية: Anne-Marie Durand-Wever)‏ (30 أكتوبر 1889 في باريس - 14 سبتمبر 1970 ) طبيبة التوليد والنساء من ألمانيا.

## روابط خارجية
- أن ماري دوراند ويفر على موقع مونزينجر (الألمانية)